# 베를레몽 빌딩

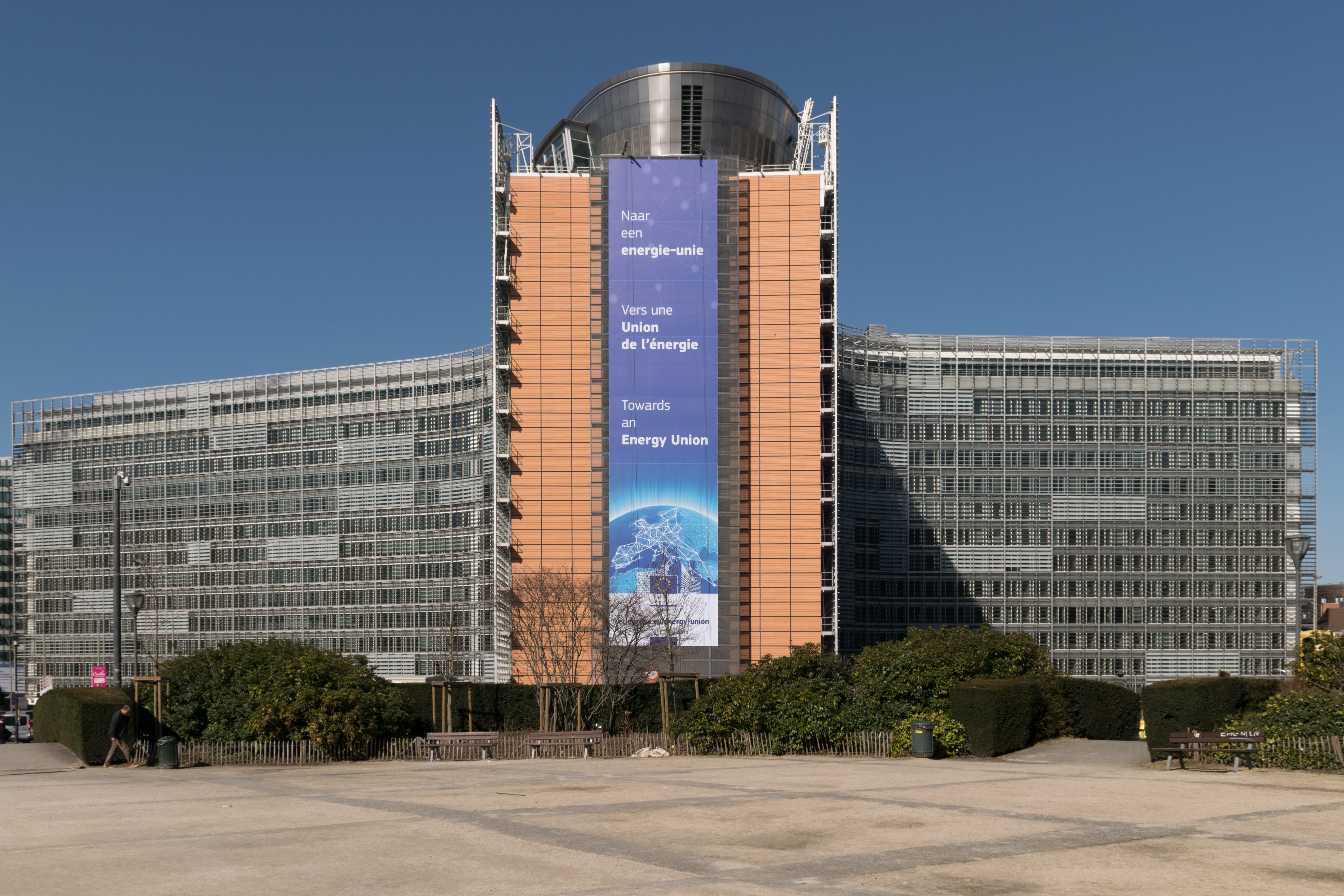
베를레몽 빌딩

베를레몽 빌딩(프랑스어: Berlaymont)은 벨기에 브뤼셀에 있는 건축물로 층수는 14층, 총면적은 240,500m2이다. 유럽 연합의 주요 기관인 유럽 연합 집행위원회의 본부가 입주한 건축물이다.
1960년에 벨기에 정부가 유럽 연합 집행위원회 본부가 들어설 건축물 부지를 매입했다. 이 곳은 원래 300년의 역사를 가진 여자 수도원인 베를레몽 귀부인(Dames de Berlaymont) 수도원이 있던 곳이었는데 베를레몽 귀부인 수도원이 워털루로 이전하면서 새로 건립되었다. 1963년부터 1967년까지 공사가 진행되었으며 1969년에 준공되었다. 1991년부터 2004년까지는 석면 철거 작업을 위해 일시 폐쇄되기도 했다.